# Gare de Constantine
La gare de Constantine est une gare ferroviaire algérienne située sur le territoire de la commune de Constantine, dans la wilaya de Constantine, en Algérie.

## Situation ferroviaire
La gare est située dans le centre de de Constantine, sur la ligne d'Alger à Skikda où elle est précédée de la gare de Sidi Mabrouk et suivie de celle de Bekira.
La gare est séparée de la ville par l'oued Rhummel. Elle est reliée à la ville par le pont de Sidi Rached.

## Service des voyageurs

### Desserte
La gare de Constantine est desservie par :
- les trains grandes lignes de la liaison Alger - Annaba[1] ;
- les trains régionaux des liaisons :
  - Constantine - Jijel[2] ;
  - Constantine - Skikda[3] ;
  - Constantine - Biskra[4] ;
  - Constantine - Zighoud Youcef[5] ;
  - Aïn Touta - Skikda[6].

## Galerie

Sélection de vues
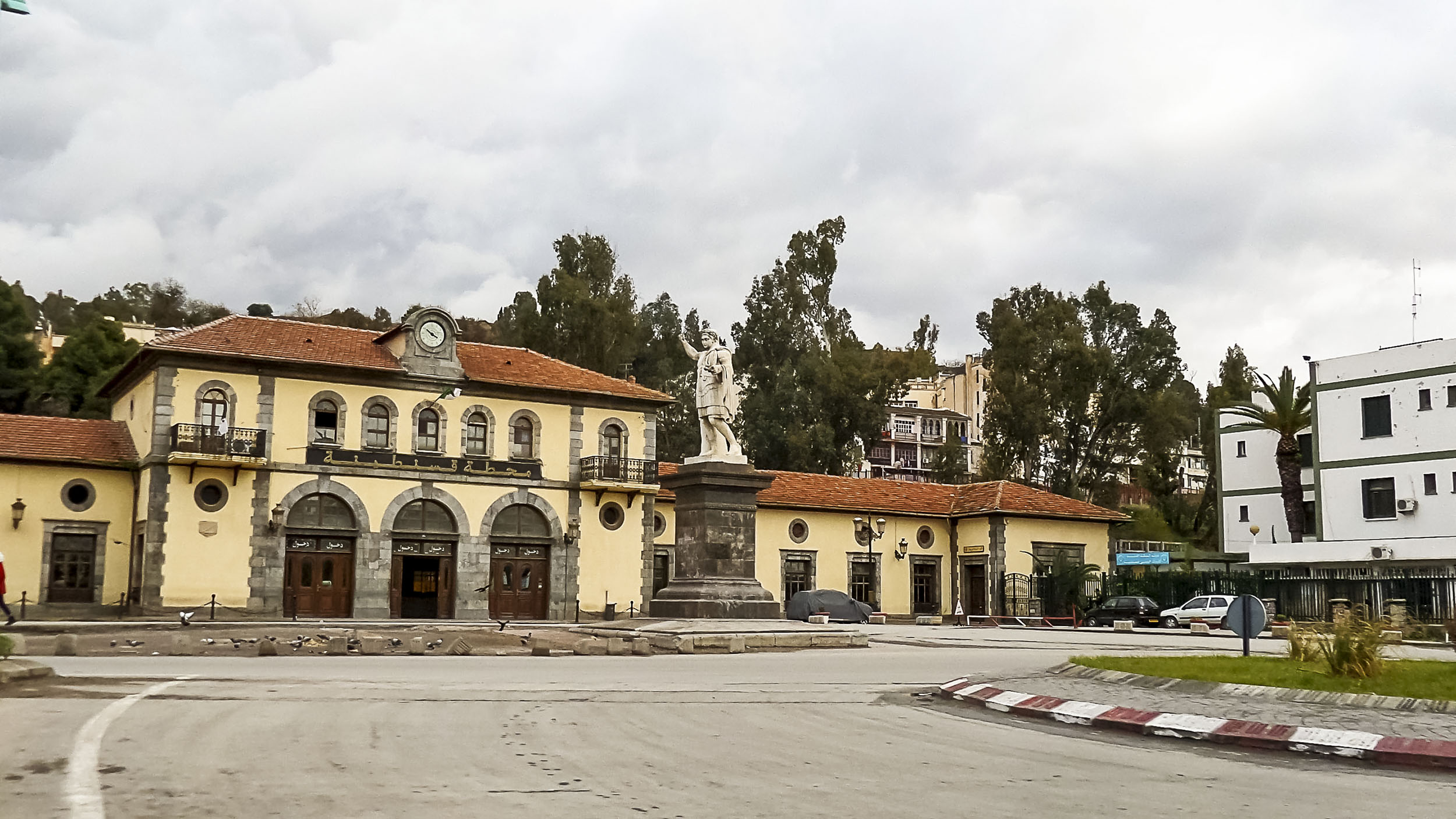
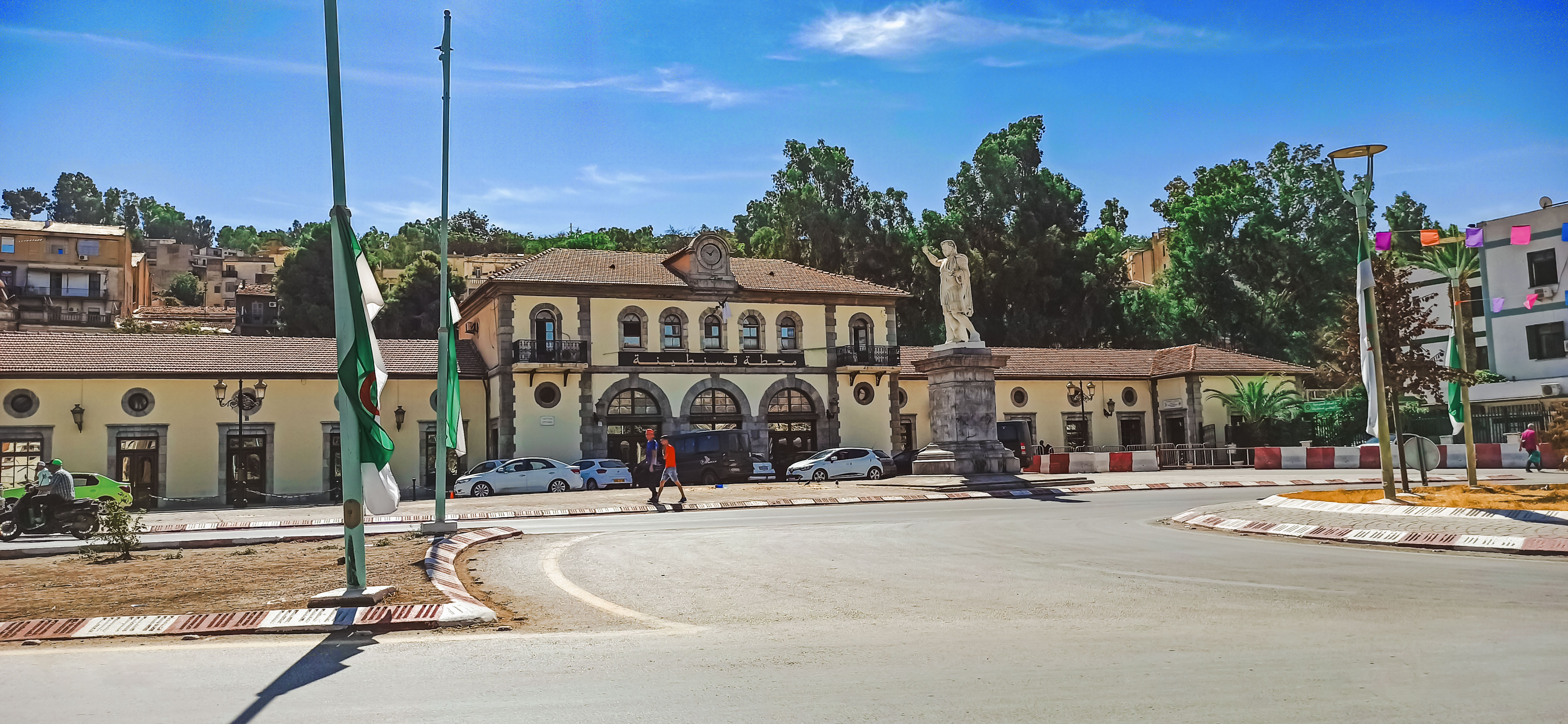
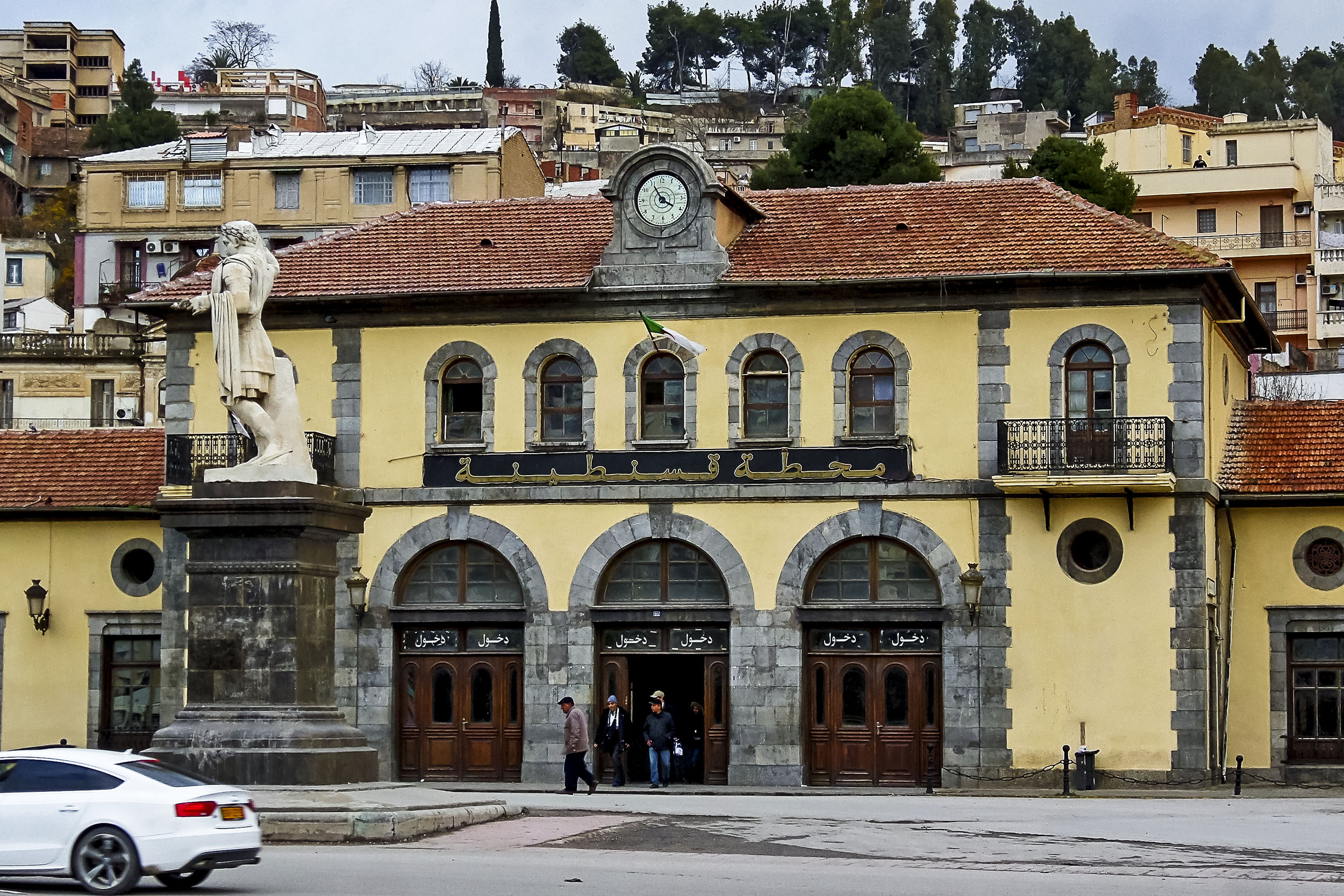